# Veliki Brion
Veliki Brion (hrv. Veliki ali Veli Brijun) je največji otok v nizu 13 Brionskih otokov. Površina otoka je 5,6 km², dolžina obale meri 23,54 km. Otok leži ob Istrski obali zahodno od Fažane, od katere ga ločuje 2 km širok Fažanski kanal. Od Pule je oddaljen okoli 6 km.
Tako kot večina ostalih Brionskih otokov je bil tudi Veliki Brijun  naseljen že v prazgodovini. Od leta 177 pr. n. št. je bil otok v posesti Rimljanov. V 1. stol. je na otoku nastalo več rimskih naselji: na mestu kjer stoji današnje naselja Brijun, v zalivu Dobrika in na griču Kolci. Po propadu rimskega imperija se na otoku menjajo različni lastniki. Od Benečanov je 1893 otok kupi Meranski industriálec Kupelwieser in zgradi ekskluzivno letovišče s hoteli, kopališči, hipodromom, igrišči za golf in tenis, uredijo se parki in lovišča za divje živali. Zgradili so okoli 80 km sprehajalnih poti. Iz Fažane pa so pod morjem napeljali vodovod. Pri načrtovanju ureditve je sodeloval tudi mikrobiolog Robert Koch.
V zalivu Verige na vzhodni obali so se ohranili ostanki razkošne rimske vile rustice, ki je bila zgrajena v 1. stol. Ostanki predstavljajo arhitektonski kompleks, ki se v dolžini enega kilometra razpoteta vzdolž obale. V sestavu kompleksa je tudi pristanišče in skupine zgradb postavljenih znotraj ograjenaga prostora.
V zalivu Dobrika na zahodni obali so ohranjeni veliki objekti obrambnega značaja in ostanki stanovanjskih hiš, ki so se dograjevali in koristili vse do 16. stoletja.
Ob dvorcu v zalivu Gospa so ruševine starokščanske triladijske bazilike iz 16. stol. Benediktinci so ob baziliki postavili opatijo, ki pa so jo 1312 zaradi kuge zapustili. Na griču nedaleč stran od bazilike so ostanki cerkve sv. Petra iz 6. do 7. stoletja.
Najpomembnejši spomenik srednjeveškega graditeljstva je četverokotna trdnjava iz 12. do 13. stol., ki stoji v naselu Brijun. Ob njej je bil 1521 postavljen dvorec. V središču naselja je gotska cerkvica iz 1481, postavljena na temeljih precej starejše cerkvice. Ostale dve cerkvi v naselju pa sta iz 16. stoletja.
Veliki Brijun, kot celotni Brioni so znani po čudoviti pokrajini in spadajo v hrvaški 
narodni park Brioni. Na V. Brijunu je imel počitniško rezidenco Josip Broz-Tito.
Na otoku stojita dva svetilnika. Prvi je na koncu pomola  v zalivu Verige pod hotelom Karmen. Ta oddaja svetlobni signal: Z Bl 5s. Nazivni domet je 5 milj. Drugi svetilnik pa stoji na rtu Peneda in oddaja svetlobni signal: B Izo 4s. Nazivni domet je 11 milj.